# 21. Flak-Brigade
Die 21. Flak-Brigade war ein Kampfverband in Brigadestärke der Luftwaffe im Zweiten Weltkrieg. Die Aufstellung des Brigadestabes erfolgte am 19. April 1943 durch Umwandlung des Regimentsstabes des Flak-Regiments 93. Gefechtsstand war Nürnberg.

## Einsatzgeschichte
Zunächst noch unter dem Namen Flak-Brigade XXI aufgestellt, übernahm der Brigadestab die operative Führung aller Flakkräfte im Raum Nordbayern-Regensburg-Donau. Dem Brigadestab waren zum 1. November 1943 unterstellt:
- Flak-Regiment 93 als Flakgruppe Nürnberg
- Flak-Regiment 179 als Flakgruppe Schweinfurt
- Flak-Regiment z. b. V. als Flakgruppe Regensburg (ab Dezember 1943 in Flak-Regiment 71 umbenannt) sowie das
- Flak-Scheinwerfer-Regiment 199 als Flakscheinwerfergruppe Nürnberg

Dem Flak-Regiment 179 oblag dabei der Luftschutz der in diesem Raum liegenden kriegswichtigen Kugel- und Wälzlagerfabriken. Das Flak-Regiment z. b. V. in Regensburg war für den Schutz der dortigen Messerschmitt-Werke verantwortlich. Die übertragenen Luftschutzaufgaben spiegelten sich auch in der hohen Feuerkraft der Flak-Regimenter wider. So waren im Großraum Schweinfurt 47 schwere Batterien, 4 mittlere und leichte sowie in Regensburg weitere 17 schwere und 7 mittlere/leichte Batterien stationiert.
Im September 1944 wurde der Brigadestab aus seinem bisherigen Aufgabenfeld herausgelöst und in das mitteldeutsche Industriegebiet an den Mitteldeutschen Flakgürtel verlegt. Gefechtsstand wurde Leuna. Hier unterstanden ihm zum 8. Oktober 1944 das
- Flak-Regiment 33 als Flakgruppe Halle und das
- Flak-Regiment 145 als Flakgruppe Leuna

Ende Dezember 1944 waren in diesem Gebiet 73 schwere Flak-Batterien stationiert. Hinzu kamen weitere 2 mittlere/leichte sowie 9 Scheinwerfer-Batterien und 2 Nebel-Kompanien. Als sich im Januar 1945 die Lage an der Ostfront weiter zuspitzte, wurde das Flak-Regiment 145 an die Oderfront verlegt. Dort war sie Bestandteil der 15. Flak-Brigade. Das Regiment wurde in der zweiten Aprilhälfte 1945 durch die Rote Armee zerschlagen. Einzelne Teile sowie der Regimentskommandeur konnten sich jedoch Richtung Westen absetzen und den dortigen amerikanischen Einheiten ergeben.
Das Flak-Regiment 33 blieb nach der Herauslösung des Flak-Regiments 145 weiterhin mit dem Luftschutz der Industrieanlagen im Raum Halle betraut. Am 13. April 1945 erreichte der Angriffskeil der 2. US-Infanterie-Division Leuna und Merseburg, der die deutschen Flakkräfte zwang, in den Erdkampf überzugehen. Da jedoch eigene Infanterieeinheiten fehlten, um die zum Teil fest stationierten Flak-Batterien zu schützen, wurden diese von den amerikanischen Einheiten bis zum 19. April 1945 einzeln aufgerollt, zerschlagen oder besetzt.

### Kommandeure
| Dienstgrad | Name             | Datum                               |
| ---------- | ---------------- | ----------------------------------- |
| Oberst     | Alfred Heller    | 19. April 1943 bis 22. Oktober 1944 |
| Oberst     | Gustav Nordmeyer | 23. Oktober 1944 bis 13. April 1945 |